# استاد (فیلم ۱۹۸۹)
استاد (به انگلیسی: The Master) عنوان فیلمی رزمی، اکشن محصول کشور هنگ کنگ به کارگردانی تسوی هارک می‌باشد. بازیگر نقش اصلی این فیلم جت لی است. این فیلم در ایران به استاد اژدها معروف است. این فیلم در سال ۱۹۸۹ فیلمبرداری شد اما اکرانش عقب افتاد و سرانجام در سال ۱۹۹۲ عرضه شد.

## داستان
جت (جت لی) برای دیدن استاد خود تاک (یوئن واه) از هنگ کنگ به آمریکا سفر می‌کند. ارو در بدو ورود مورد حمله دزدان قرار می‌گیرد و…

## بازیگران
- جت لی - جت
- یوئن وا - تاک
- سریاتل وک - می
- جری تریمبل - جانی
- جورجی چنگ - پائول
- استیون هو (بازیگر) - شاگرد جانی
- بیلی بلانکس - بلک تاگ
- گلن چین - راننده تاکسی
- آن ریکتس - آن
- کوری یوئن